# Nong Rose
Pour les articles homonymes, voir Rose.
Nong Rose, née Somros Polchareon, est une boxeuse thaïlandaise combattant dans la catégorie des moins de 52  kg, Elle est la première personne trans à combattre en France, le samedi 6 janvier 2018.

## Combats contre des hommes
Le 6 janvier 2018, elle est la première boxeuse trans à combattre le champion Français Akram Hamidi au stade Pierre-de-Coubertin, devant lequel elle s'est inclinée,,.
Elle était déjà la première personne trans à boxer au stade Rajadamnoen de Bangkok, où elle était imposée en juin 2017 face à un adversaire masculin.
Chalongchai Meemindee, un boxeur thaï de 25 ans qui l'a affrontée en novembre 2017 raconte : « Au combat, elle avance toujours sur vous et vous martèle de coups de genoux »,. L'un de ses adversaires malheureux a également reconnu qu'« elle cogne avec trop de puissance et de précision ».
Si, selon Pariyakorn Ratanasuban qui s'occupe de la carrière de Nong Rose : « Certains boxeurs refusent de l'affronter. Ils savent que la pression sera plus forte. Et craignent les commentaires en cas de défaite. À l'inverse, j'ai parfois affaire à des hommes très intéressés à l'idée de la rencontrer. Ils ont compris que le combat bénéficiera d'une grande publicité. », le champion Français Akram Hamidi explique : « C'est aussi une démonstration de tolérance de la part de notre sport, souvent catégorisé. [On dit souvent qu']en boxe, ce sont des gens un peu primaires, machos. On fait la démonstration que ce qu'on regarde, c'est d'abord les valeurs humaines plutôt que les apparences ou les appartenances. »

## Vie personnelle
Star dans son pays natal la Thaïlande, Nong Rose dit avoir « un corps d’homme et une âme de femme »,. Elle s'est toujours sentie fille mais elle a attendu d'avoir 14 ans pour oser porter des habits féminins : « Quand j'ai commencé à m'habiller en femme, j'avais peur que les gens ne l'acceptent pas »,,,,. Elle est inscrite sous son prénom assigné à la naissance sur son état civil.
Son oncle lui a donné ses premiers cours dès huit ans : « Je ne l'avais pas vraiment décidé, mon oncle l'a fait pour moi. Il avait senti que j'allais devenir un ladyboy, il s'est dit que le muay thaï pourrait m'en écarter. »,, et c’est avec son frère jumeau Somrak Polchareon qu’elle s’entraîne dans son village de Thaïlande,,.
Malgré les insultes et les moqueries qu'elle a appris à encaisser,,, Nong Rose a réussi à faire reconnaître son talent avec plus de 300 combats à son actif, dont plus de 150 victoires et plus de 30 K.O,,.
Nong Rose ne prend « plus d'hormones » car cela « influe sur (sa) condition et (sa) boxe ». Elle ajoute : « Quand vous êtes sous hormones, vous avez beaucoup moins d'énergie ». Cependant, elle souhaite faire « toutes les opérations pour finir sa transformation » dès qu'elle arrête la boxe,,,.
Son rêve est « d’ouvrir une école de muay thaï, pour transmettre mon savoir aux Thaïlandais mais également aux Occidentaux. ».

## Visibilité de la cause trans
Nong Rose se dit « heureuse d'être la première trans à combattre en France »,. « Cela permet de promouvoir les trans, de montrer que nous valons autant que les autres. Nous ne sommes pas faibles »,,.
Elle confie être venue combattre en France pour acquérir un début de notoriété hors des frontières thaïlandaises, et offrir une plus grande visibilité aux sportifs transgenres. Elle dit être consciente de porter un message : 
« Je suis bien consciente que ma présence ici en France offre une visibilité aux personnes comme moi, aux personnes transgenres. Aussi, je veux montrer à la France et au monde qu’on se débrouille aussi bien que les autres, que nous ne sommes pas pires que les autres, que nous sommes de bonnes personnes. »
Selon une boxeuse thaï Française et transgenre, Christine Rougemont : « Beaucoup [de personnes transgenres] ne font plus de sport, car elles ne souhaitent pas être regardées comme des bêtes de foire, c’est un vrai problème. » Selon elle, « le fait que Nong Rose combatte en France lors d’un événement médiatisé a le mérite d’apporter une réflexion. ».
Le film Beautiful Boxer de 2004 retraçant la vie de Nong Toom, autre boxeuse thaïlandaise, avait ouvert la voie,,,,.